# 1978 en astronautique
Chronologie de l'astronautique
- 1974
- 1975
- 1976
- 1977
- 1978
- 1979
- 1980
- 1981
- 1982

Cette page présente une chronologie des événements qui se sont produits pendant l'année 1978 dans le domaine de l'astronautique.

## Activité spatiale détaillée

### Chronologie

#### Janvier
| Date            | Lanceur              | Base de lancement | Type                   | Charge utile    | Notes                             |
| 6 janvier 1978  | Soyouz-U             | Baïkonour         | Orbite basse           | Zenit-4MKM      | Satellite de reconnaissance       |
| 7 janvier 1978  | Atlas SLV-3D Centaur | Cape Canaveral    | Orbite géostationnaire | Intelsat IVA F3 | Satellite de télécommunications   |
| 10 janvier 1978 | Soyouz-U             | Baïkonour         | Orbite basse           | Soyouz 27       | Relève équipage station spatiale  |
| 10 janvier 1978 | Vostok 8A92M         | Baïkonour         | Orbite basse           | Tselina-D       | Satellite d'écoute électronique   |
| 10 janvier 1978 | Cosmos-3M            | Baïkonour         | Orbite basse           | Strela-1M x 8   | Satellites de télécommunications  |
| 13 janvier 1978 | Soyouz-U             | Baïkonour         | Orbite basse           | Zenit-2M        | Satellite de reconnaissance       |
| 17 janvier 1978 | Cosmos-3M            | Baïkonour         | Orbite basse           | Parus           | Satellite de navigation militaire |
| 20 janvier 1978 | Soyouz-U             | Baïkonour         | Orbite basse           | Progress 1      | Ravitaillement station spatiale   |
| 24 janvier 1978 | Molnia M             | Baïkonour         | Orbite de Molnia       | Molniya-3       | Satellite de télécommunications   |
| 24 janvier 1978 | Soyouz-U             | Baïkonour         | Orbite basse           | Zenit-4MKM      | Satellite de reconnaissance       |
| 26 janvier 1978 | Longue Marche 2C     | Jiuquan           | Orbite basse           | FSW             | Satellite de reconnaissance       |
| 26 janvier 1978 | Delta 2914           | Cape Canaveral    | Orbite geosynchrone    | IUE             | Télescope ultraviolet             |
| 31 janvier 1978 | Soyouz-U             | Baïkonour         | Orbite basse           | Zenit-4MKM      | Satellite de reconnaissance       |

#### Février
| Date            | Lanceur                | Base de lancement | Type                   | Charge utile    | Notes                                      |
| 4 février 1978  | Mu-3H                  | Uchinoura         | Orbite basse           | Kyokko          | Étude des aurores polaires                 |
| 8 février 1978  | Soyouz-U               | Baïkonour         | Orbite basse           | Zenit-4MT Orion | Satellite de reconnaissance optique        |
| 9 février 1978  | Atlas SLV-3D / Centaur | Cape Canaveral    | Orbite géostationnaire | FLTSATCOM F1    | Satellite de télécommunications militaire  |
| 14 février 1978 | Soyouz-U               | Baïkonour         | Orbite basse           | Zenit-4MKM      | Satellite de reconnaissance                |
| 16 février 1978 | N-1                    | Tanegashima       | Orbite basse           | Ume-2           | Étude de l'ionosphère                      |
| 17 février 1978 | Cosmos-3M              | Baïkonour         | Orbite basse           | Strela-2M       | Satellite de télécommunications            |
| 22 février 1978 | Atlas F/SVS            | Vandenberg        | Orbite moyenne         | GPS 1           | Satellite de navigation                    |
| 25 février 1978 | Titan 34B              | Vandenberg        | Orbite de Molnia       | Jumpseat 5      | Satellite de télécommunications militaires |
| 28 février 1978 | Cosmos-3M              | Baïkonour         | Orbite basse           |                 | Satellite de navigation militaire          |

#### Mars
| Date         | Lanceur              | Base de lancement | Type                   | Charge utile        | Notes                                             |
| 2 mars 1978  | Soyouz-U             | Baïkonour         | Orbite basse           | Soyouz 28           | Relève équipage station spatiale                  |
| 2 mars 1978  | Molnia M             | Baïkonour         | Orbite de Molnia       | Molniya-1           | Satellite de télécommunications                   |
| 4 mars 1978  | Soyouz-U             | Baïkonour         | Orbite basse           | Zenit-2M            | Satellite de reconnaissance                       |
| 5 mars 1978  | Delta 2910           | Vandenberg        | Orbite héliosynchrone  | Landsat 3           | Observation de la Terre                           |
| 5 mars 1978  | Delta 2910           | Vandenberg        | Orbite basse           | AMSAT P2 OSCAR 8    | Radio amateurs                                    |
| 10 mars 1978 | Soyouz-U             | Baïkonour         | Orbite basse           | Zenit-4MKM          | Satellite de reconnaissance                       |
| 15 mars 1978 | Cosmos-3M            | Baïkonour         | Orbite basse           | Zaliv               | Satellite de navigation/télécommunications        |
| 16 mars 1978 | Titan IIID           | Vandenberg        | Orbite basse           | KH-9 SV-14          | Satellite de reconnaissance optique               |
| 16 mars 1978 | Titan IIID           | Vandenberg        | Orbite basse           | P-11 3e génération  | Satellite d'écoute électronique                   |
| 17 mars 1978 | Soyouz-U             | Baïkonour         | Orbite basse           | Zenit-2M            | Satellite de reconnaissance                       |
| 25 mars 1978 | Titan IIIC           | Cape Canaveral    | Orbite géostationnaire | DSCS II F-9 et F-10 | Satellites de télécommunications militaires Échec |
| 28 mars 1978 | Cosmos-3M            | Baïkonour         | Orbite basse           | Parus               | Satellite de navigation militaire                 |
| 30 mars 1978 | Proton-K             | Baïkonour         | Orbite basse           | TKS                 | Double test de capsule habitée VA                 |
| 30 mars 1978 | Soyouz-U             | Baïkonour         | Orbite basse           | Zenit-4MKM          | Satellite de reconnaissance                       |
| 31 mars 1978 | Cosmos-3M            | Baïkonour         | Orbite basse           | Tsikada             | Satellite de navigation                           |
| 31 mars 1978 | Atlas SLV-3D Centaur | Cape Canaveral    | Orbite géostationnaire | Intelsat IVA F6     | Satellite de télécommunications                   |

#### Avril
| Date          | Lanceur              | Base de lancement | Type                   | Charge utile      | Notes                                     |
| 4 avril 1978  | Soyouz-U             | Baïkonour         | Orbite basse           | Soyouz -ST No. 4L | Test Soyouz                               |
| 6 avril 1978  | Soyouz-U             | Baïkonour         | Orbite basse           | Zenit-2M          | Satellite de reconnaissance               |
| 7 avril 1978  | Atlas SLV-3A Agena D | Cape Canaveral    | Orbite géostationnaire | Aquacade          | Satellite d'écoute électronique           |
| 7 avril 1978  | Delta 2914           | Cape Canaveral    | Orbite géostationnaire | BSE               | Satellite de télécommunications           |
| 20 avril 1978 | Soyouz-U             | Baïkonour         | Orbite basse           | Zenit-4MKM        | Satellite de reconnaissance               |
| 26 avril 1978 | Scout D-1            | Vandenberg        | Orbite basse           | HCMM              | Étude thermique de l'atmosphère terrestre |

#### Mai
| Date         | Lanceur              | Base de lancement | Type                   | Charge utile          | Notes                                                                  |
| 1er mai 1978 | Thor DSV-2U          | Vandenberg        | Orbite héliosynchrone  | DMSP F-3              | Satellite météorologique militaire                                     |
| 5 mai 1978   | Soyouz-U             | Baïkonour         | Orbite basse           | Zenit-2M              | Satellite de reconnaissance                                            |
| 11 mai 1978  | Delta 3914           | Cape Canaveral    | Orbite géostationnaire | OTS 2                 | Satellite de télécommunications expérimental                           |
| 12 mai 1978  | Vostok 8A92M         | Baïkonour         | Orbite basse           | Tselina-D             | Satellite d'écoute électronique                                        |
| 12 mai 1978  | Cosmos-3M            | Baïkonour         | Orbite basse           | Vektor                | Calibration radar                                                      |
| 13 mai 1978  | Atlas F/SVS          | Vandenberg        | Orbite moyenne         | GPS 2                 | Satellite de navigation                                                |
| 16 mai 1978  | Soyouz-U             | Baïkonour         | Orbite basse           | Zenit-4MKM            | Satellite de reconnaissance                                            |
| 17 mai 1978  | Cosmos-3M            | Baïkonour         | Orbite basse           | Tselina-OK            | Satellite d'écoute électronique                                        |
| 19 mai 1978  | Tsiklon-2            | Baïkonour         | Orbite basse           | IS-A                  | Satellite anti satellite                                               |
| 20 mai 1978  | Atlas SLV-3D Centaur | Cape Canaveral    | Orbite héliocentrique  | Pioneer Venus Orbiter | Sonde spatiale vénusienne                                              |
| 23 mai 1978  | Soyouz-U             | Baïkonour         | Orbite basse           | Zenit-4MKT Fram       | Satellite de reconnaissance optique                                    |
| 23 mai 1978  | Cosmos-3M            | Baïkonour         | Orbite basse           | Parus                 | Satellite de navigation militaire                                      |
| 25 mai 1978  | Soyouz-U             | Baïkonour         | Orbite basse           | Zenit-2M              | Satellite de reconnaissance                                            |
| 27 mai 1978  | Proton-K/DM          | Baïkonour         | Orbite géostationnaire | Ekran No. 13L         | Satellite de télécommunications ; 1er vol de la version Proton-M Échec |

#### Juin
| Date         | Lanceur              | Base de lancement | Type                   | Charge utile  | Notes                                        |
| 2 juin 1978  | Molnia M             | Baïkonour         | Orbite de Molnia       | Molniya-1     | Satellite de télécommunications              |
| 7 juin 1978  | Cosmos-3M            | Baïkonour         | Orbite basse           | Strela-1M x 8 | Satellites de télécommunications             |
| 10 juin 1978 | Soyouz-U             | Baïkonour         | Orbite basse           | Zenit-4MKM    | Satellite de reconnaissance                  |
| 10 juin 1978 | Titan IIIC           | Cape Canaveral    | Orbite haute           | Vortex 8      | Écoute électronique                          |
| 12 juin 1978 | Soyouz-U             | Baïkonour         | Orbite basse           | Zenit-4MKM    | Satellite de reconnaissance                  |
| 14 juin 1978 | Titan IIID           | Vandenberg        | Orbite polaire         | KH-11 KENNAN  | Satellite de reconnaissance optique          |
| 15 juin 1978 | Soyouz-U             | Baïkonour         | Orbite basse           | Soyouz 29     | Relève équipage station spatiale             |
| 16 juin 1978 | Delta 2914           | Cape Canaveral    | Orbite géostationnaire | GOES C        | Satellite météorologique                     |
| 21 juin 1978 | Cosmos-3M            | Baïkonour         | Orbite basse           | Strela-2M     | Satellite de télécommunications              |
| 27 juin 1978 | Atlas F/Agena D      | Vandenberg        | Orbite héliosynchrone  | Seasat        | Océanographie                                |
| 27 juin 1978 | Soyouz-U             | Baïkonour         | Orbite basse           | Soyouz 30     | Relève équipage station spatiale             |
| 28 juin 1978 | Molnia M             | Baïkonour         | Orbite de Molnia       | Oko           | Satellite d'alerte précoce                   |
| 28 juin 1978 | Tsiklon-3            | Baïkonour         | Orbite basse           | EPN           | Satellite de simulation dynamique du Tselina |
| 29 juin 1978 | Atlas SLV-3D Centaur | Cape Canaveral    | Orbite géostationnaire | Comstar D-3   | Satellite de télécommunications              |

#### Juillet
| Date            | Lanceur     | Base de lancement | Type                   | Charge utile | Notes                                        |
| 2 juillet 1978  | Soyouz-U    | Baïkonour         | Orbite basse           | Energiya     | Étude des rayons cosmiques et des météorites |
| 7 juillet 1978  | Soyouz-U    | Baïkonour         | Orbite basse           | Progress 2   | Ravitaillement station spatiale              |
| 14 juillet 1978 | Delta 2914  | Cape Canaveral    | Orbite géostationnaire | GEOS 2       | Étude de la magnétosphère terrestre          |
| 14 juillet 1978 | Molnia M    | Baïkonour         | Orbite de Molnia       | Molniya-1    | Satellite de télécommunications              |
| 18 juillet 1978 | Proton-K/DM | Baïkonour         | Orbite géostationnaire | Radouga Gran | Satellite de télécommunications militaires   |
| 27 juillet 1978 | Cosmos-3M   | Baïkonour         | Orbite basse           | Zaliv        | Satellite de navigation/télécommunications   |

#### Août
| Date         | Lanceur              | Base de lancement | Type                   | Charge utile                       | Notes                                                                  |
| 5 août 1978  | Titan 34B            | Vandenberg        | Orbite de Molnia       | QUASAR 3                           | Satellite de télécommunications militaires                             |
| 5 août 1978  | Soyouz-U             | Baïkonour         | Orbite basse           | Iantar-2K Feniks No. 14            | Satellite de reconnaissance                                            |
| 7 août 1978  | Soyouz-U             | Baïkonour         | Orbite basse           | Progress 3                         | Ravitaillement station spatiale                                        |
| 8 août 1978  | Atlas SLV-3D Centaur | Cape Canaveral    | Orbite héliocentrique  | Pioneer Venus Multiprobe           | Sonde spatiale vénusienne                                              |
| 12 août 1978 | Delta 2914           | Cape Canaveral    | Orbite héliocentrique  | International Sun-Earth Explorer-3 | Étude de la magnétosphère terrestre et du vent solaire                 |
| 17 août 1978 | Proton-K/DM          | Baïkonour         | Orbite géostationnaire | Ekran No. 15L                      | Satellite de télécommunications ; 1er vol de la version Proton-M Échec |
| 22 août 1978 | Molnia M             | Baïkonour         | Orbite de Molnia       | Molniya-1                          | Satellite de télécommunications                                        |
| 26 août 1978 | Soyouz-U             | Baïkonour         | Orbite basse           | Soyouz 31                          | Relève équipage station spatiale                                       |
| 29 août 1978 | Soyouz-U             | Baïkonour         | Orbite basse           | Zenit-4MKM                         | Satellite de reconnaissance                                            |

#### Septembre
| Date              | Lanceur      | Base de lancement | Type                  | Charge utile | Notes                                               |
| 6 septembre 1978  | Molnia M     | Baïkonour         | Orbite de Molnia      | Oko          | Satellite d'alerte précoce                          |
| 9 septembre 1978  | Proton-K/D-1 | Baïkonour         | Orbite héliocentrique | Venera 11    | Étude de la planète Vénus                           |
| 9 septembre 1978  | Soyouz-U     | Baïkonour         | Orbite basse          | Zenit-4MKM   | Satellite de reconnaissance                         |
| 14 septembre 1978 | Proton-K/D-1 | Baïkonour         | Orbite héliocentrique | Venera 12    | Étude de la planète Vénus                           |
| 16 septembre 1978 | Mu-3H        | Uchinoura         | Orbite moyenne        | Jikiken      | Étude de la magnétosphère et de la haute atmosphère |
| 19 septembre 1978 | Soyouz-U     | Baïkonour         | Orbite basse          | Zenit-2M     | Satellite de reconnaissance                         |

#### Octobre
| Date            | Lanceur      | Base de lancement | Type                   | Charge utile    | Notes                                                                  |
| 3 octobre 1978  | Soyouz-U     | Baïkonour         | Orbite basse           | Zenit-4MKT Fram | Satellite de reconnaissance optique                                    |
| 3 octobre 1978  | Soyouz-U     | Baïkonour         | Orbite basse           | Progress 4      | Ravitaillement station spatiale                                        |
| 4 octobre 1978  | Cosmos-3M    | Baïkonour         | Orbite basse           | Strela-1M x 8   | Satellites de télécommunications                                       |
| 6 octobre 1978  | Soyouz-U     | Baïkonour         | Orbite basse           | Zenit-4MKM      | Satellite de reconnaissance                                            |
| 7 octobre 1978  | Atlas F/SVS  | Vandenberg        | Orbite moyenne         | GPS 3           | Satellite de navigation                                                |
| 10 octobre 1978 | Vostok 8A92M | Baïkonour         | Orbite basse           | Tselina-D       | Satellite d'écoute électronique                                        |
| 13 octobre 1978 | Molnia M     | Baïkonour         | Orbite de Molnia       | Molniya-3       | Satellite de télécommunications                                        |
| 13 octobre 1978 | Atlas F      | Vandenberg        | Orbite polaire         | TIROS-N         | Satellite météorologique                                               |
| 17 octobre 1978 | Soyouz-U     | Baïkonour         | Orbite basse           | Zenit-2M        | Satellite de reconnaissance                                            |
| 17 octobre 1978 | Proton-K/DM  | Baïkonour         | Orbite géostationnaire | Ekran No. 14L   | Satellite de télécommunications ; 1er vol de la version Proton-M Échec |
| 24 octobre 1978 | Delta 2910   | Vandenberg        | Orbite héliosynchrone  | Nimbus 7        | Satellite météorologique                                               |
| 24 octobre 1978 | Cosmos-3M    | Baïkonour         | Orbite basse           | Intercosmos 18  | Étude de la magnétosphère et de l'ionosphère                           |
| 26 octobre 1978 | Tsiklon-3    | Baïkonour         | Orbite héliosynchrone  | Meteor-2 GVM    | Satellite météorologique                                               |
| 30 octobre 1978 | Molnia M     | Baïkonour         | Orbite haute           | Prognoz-7       | Étude de la magnétosphère                                              |

#### Novembre
| Date              | Lanceur              | Base de lancement | Type                   | Charge utile    | Notes                                      |
| 1er novembre 1978 | Soyouz-U             | Baïkonour         | Orbite basse           | Zenit-4MT Orion | Satellite de reconnaissance optique        |
| 13 novembre 1978  | Atlas SLV-3D Centaur | Cape Canaveral    | Orbite basse           | HEAO-2          | Observatoire spatial rayons X              |
| 15 novembre 1978  | Soyouz-U             | Baïkonour         | Orbite basse           | Zenit-4MKM      | Satellite de reconnaissance                |
| 16 novembre 1978  | Cosmos-3M            | Baïkonour         | Orbite basse           | Strela-2M       | Satellite de télécommunications            |
| 19 novembre 1978  | Delta 2914           | Cape Canaveral    | Orbite géostationnaire | NATO 3C         | Satellite de télécommunications militaires |
| 21 novembre 1978  | Soyouz-U             | Baïkonour         | Orbite basse           | Zenit-4MKM      | Satellite de reconnaissance                |
| 28 novembre 1978  | Soyouz-U             | Baïkonour         | Orbite basse           | Zenit-6         | Satellite de reconnaissance                |

#### Décembre
| Date             | Lanceur      | Base de lancement | Type                   | Charge utile         | Notes                                       |
| 5 décembre 1978  | Cosmos-3M    | Baïkonour         | Orbite basse           | Strela-1M x 8        | Satellites de télécommunications            |
| 7 décembre 1978  | Soyouz-U     | Baïkonour         | Orbite basse           | Zenit-4MKM           | Satellite de reconnaissance                 |
| 8 décembre 1978  | Soyouz-U     | Baïkonour         | Orbite basse           | Zenit-2M             | Satellite de reconnaissance                 |
| 11 décembre 1978 | Atlas F/SVS  | Vandenberg        | Orbite moyenne         | GPS 4                | Satellite de navigation                     |
| 14 décembre 1978 | Titan IIIC   | Cape Canaveral    | Orbite géostationnaire | DSCS II F-11 et F-12 | Satellites de télécommunications militaires |
| 14 décembre 1978 | Soyouz-U     | Baïkonour         | Orbite basse           | Zenit-2M             | Satellite de reconnaissance                 |
| 15 décembre 1978 | Cosmos-3M    | Baïkonour         | Orbite basse           | Tselina-OM           | Satellite d'écoute électronique             |
| 16 décembre 1978 | Delta 3914   | Cape Canaveral    | Orbite géostationnaire | Anik B               | Satellite de télécommunications             |
| 19 décembre 1978 | Vostok 8A92M | Baïkonour         | Orbite basse           | Tselina-D            | Satellite d'écoute électronique             |
| 19 décembre 1978 | Proton-K/DM  | Baïkonour         | Orbite géostationnaire | Gorisont No. 11L     | Satellite de télécommunications             |
| 20 décembre 1978 | Cosmos-3M    | Baïkonour         | Orbite basse           | Parus                | Satellite de navigation militaire Échec     |
| 22 décembre 1978 | Cosmos-3M    | Kapoustine Iar    | Orbite basse           | Taifun 5             | Calibration radar                           |
| 23 décembre 1978 | Vostok 8A92M | Baïkonour         | Orbite basse           | Astrofizika          | Satellite technologique                     |
| 26 décembre 1978 | Cosmos-3M    | Baïkonour         | Orbite basse           | Sfera                | Géodésie                                    |
| 26 décembre 1978 | Soyouz-U     | Baïkonour         | Orbite basse           | Zenit-4MKM           | Satellite de reconnaissance                 |
| 28 décembre 1978 | Soyouz-U     | Baïkonour         | Orbite basse           | Zenit-4MT Orion      | Satellite de reconnaissance optique         |

## Vol orbitaux

### Par pays
| Pays             | Lancements | dont échecs partiels/totaux | Remarques |
| ---------------- | ---------- | --------------------------- | --------- |
| Chine            | 1          |                             |           |
| Japon            | 3          |                             |           |
| Union soviétique | 91         | 4                           |           |
| États-Unis       | 33         | 1                           |           |
| Total            | 128        | 5                           |           |

### Par lanceur
| Famille de lanceurs  | Pays             | Lancements | dont échecs partiels ou totaux | Remarques |
| -------------------- | ---------------- | ---------- | ------------------------------ | --------- |
| Atlas Agena          | États-Unis       | 1          |                                |           |
| Atlas Centaur        | États-Unis       | 7          |                                |           |
| Atlas D/E/F          | États-Unis       | 6          |                                |           |
| Cosmos 1/3/3M        | Union soviétique | 21         | 1                              |           |
| Delta                | États-Unis       | 10         |                                |           |
| Longue Marche 2      | Chine            | 1          |                                |           |
| Molnia               | Union soviétique | 9          |                                |           |
| Mu                   | Japon            | 2          |                                |           |
| N-1/N-2              | Japon            | 1          |                                |           |
| Proton               | Union soviétique | 8          | 3                              |           |
| Scout                | États-Unis       | 1          |                                |           |
| Soyouz               | Union soviétique | 45         |                                |           |
| Thor                 | États-Unis       | 1          |                                |           |
| Titan C,D,E          | États-Unis       | 5          | 1                              |           |
| Titan II, IIIA, IIIB | États-Unis       | 2          |                                |           |
| Tsiklon-2            | Union soviétique | 1          |                                |           |
| Tsiklon-3            | Union soviétique | 2          |                                |           |
| Vostok               | Union soviétique | 5          |                                |           |
| Total                |                  | 128        | 5                              |           |

### Par type d'orbite
| Orbite                 | Lancements | Succès | Échecs | Orbite atteinte involontairement | Remarques                                                                             |
| ---------------------- | ---------- | ------ | ------ | -------------------------------- | ------------------------------------------------------------------------------------- |
| Basse                  |            |        |        |                                  |                                                                                       |
| Moyenne                |            |        |        |                                  |                                                                                       |
| Haute                  |            |        |        |                                  | dont Molnia, orbite de transfert vers la Lune, orbite elliptique à forte excentricité |
| Géosynchrone/transfert |            |        |        |                                  |                                                                                       |
| Héliocentrique         |            |        |        |                                  | dont orbite de transfert interplanétaire                                              |

### Par site de lancement
| Pays             | Base de lancement | Nombre de lancements | Remarques |
| ---------------- | ----------------- | -------------------- | --------- |
| Chine            | Jiuquan           | 1                    |           |
| Japon            | Uchinoura         | 2                    |           |
| Japon            | Tanegashima       | 1                    |           |
| Union soviétique | Baïkonour         | 90                   |           |
| Union soviétique | Kapoustine Iar    | 1                    |           |
| États-Unis       | Cape Canaveral    | 19                   |           |
| États-Unis       | Vandenberg        | 14                   |           |
|                  | Total             | 128                  |           |

## Survols et contacts planétaires
| Date | Sonde spatiale | Événement | Remarque |
| ---- | -------------- | --------- | -------- |
|      |                |           |          |

### Sources
- (en) Jonathan McDowell, « Jonathan's Space Report », Jonathan's Space Page
- (en) Gunter Krebs, « Chronology of Space Launches », Gunter's Space Page